# Willem van Chalon-Arlay
Willem van Chalon-Arlay (ca. 1417 - 27 oktober 1475) was heer van Arlay en ook prins van Oranje.
Op 19 augustus 1438 huwde hij met Catharina, dochter van graaf Richard van Etampes en Maria van Orléans. In 1473 werd hij in opdracht van de Franse koning Lodewijk XI door de gouverneur van Franche-Comté gevangen genomen. Op 15 september 1475 kwam hij vrij, nadat hij de soevereiniteit over Oranje heeft moeten overdragen aan de Franse koning.